# ناصر نصیری (طراح گرافیک)
ناصر نصیری (Naser Nasiri) متولد ۱۳۵۷ شاعر، طراح گرافیک، مدرس دانشگاه و عضو انجمن طراحان گرافیک ایران است. او در نخستین جشنواره هفته گرافیک ایران در سال ۱۳۸۸، برنده جایزه ویژه هیئت داوران شده است. همچنین آثار متعددی از این هنرمند حوزه هنرهای تجسمی به صورت انفرادی و گروهی در نمایشگاه‌های داخلی و بین‌المللی به نمایش درآمده است. او با کتاب نه آواز قناری، نه همهمه باد به عنوان نامزد نهایی دومین دوره جایزه کتاب فصل معرفی شد.

## زندگی
ناصر نصیری ۲۲ مهر‌ماه ۱۳۵۷ در مراغه به دنیا آمده‌است. از شاگردان قباد شیوا در طراحی گرافیک است. دانش آموختهٔ کارشناسی و کارشناسی ارشد گرافیک است. طراحی جلد کتاب و پوستر فیلم و آلبوم موسیقی
و فیلم‌های سینمایی از زمینه‌های فعالیت اوست. در دی‌ماه ۱۴۰۱، در پی محدودیت‌هایی که در دولت رئیسی پس از اعتراضات سراسری برای برخی از اساتید دانشگاه‌های ایران اعمال شد، ناصر نصیری نیز ممنوع‌التدریس شد.

## آثار
از ناصر نصیری چند کتاب شعر و یک کتاب تخصصی در حوزه گرافیک منتشر شده‌است. ``
- نه آواز قناری و نه همهمهٔ باد -مجموعه شعر - سال ۱۳۸۶ - نشر ویستار .[۱]
- حتی یوحنا هم خواب است -مجموعه شعر - سال ۱۳۸۹ - نشر ابتکارنو .[۱] شعرهای این مجموعه در سال‌های ۱۳۸۶–۱۳۸۷ سروده شده و در سه بخش تنظیم شده‌است. بخش نخست با نام «پنجره آخرین امید هر دیواری است» شعرهای بلند و نیمه‌بلند سپید است. در بخش دوم با نام «تلما» شعرهای منثور و سرانجام در بخش سوم با نام «حتی یوحنا هم خواب است»، شعرهای کوتاه ارائه شده‌است. این مجموعهٔ دربرگیرندهٔ ۱۲۰ قطعه شعر است.[۱]
- دعا کن باران بیاید -مجموعه شعر - سال ۱۳۹۱ - نشر بیان دانش (بهانه) [۲۰] این مجموعه شعر دربرگیرنده ۹۰ قطعه شعر با مضامین اجتماعی و عاشقانه است.[۲۰]
- آرم، پوستر، جلد، تخصصی گرافیک، سال ۱۳۹۲، انتشارات تهران با همکاری کامران افشار مهاجر[۲۱]
- سروده‌هایی از این شاعر به زبان فرانسه ترجمه و منتشر شده‌است.[۲۲]
- آثار گرافیکی و شعرهای این هنرمند نیز مورد نقد و بررسی قرار گرفته‌است.[۲۳]

## نمایشگاه
ناصر نصیری تاکنون در بیش از ۸۰ نمایشگاه ملی و بین‌المللی در کشورهای مختلف از جمله آمریکا، لهستان، تایوان، اوکراین، کره‌ جنوبی، کانادا، چین، مالزی و سایر کشورها حضور داشته است.   
- نمایشگاه انفرادی پوسترهای سینمایی در سینما آزادی[۶][۷]
- نمایشگاه گروهی به رنگ حیات، نمایش ۴۸ اثر از هنرمندان ۱۷ کشور دنیا در باغ موزه قصر[۸]
- نمایشگاه گروهی پوستر به مناسبت روز جهانی گرافیک از طراحان گرافیک جهان[۹][۲۷]
- نمایشگاه جشنواره هنر برای صلح[۲۸]
- سرو نقره‌ای؛ نمایشگاه سالانه انجمن طراحان گرافیک ایران، (۱۳۹۴)
- نمایشگاه جشن تصویرسال (۱۴۰۳).[۲۹]
- نمایشگاه جشن تصویر سال (۱۳۸۷)[۳۰]
- نمایشگاه بین‌المللی اتحادیه بین‌المللی طراحان پوستر (۱۳۹۵ کره جنوبی)[۳۱]
- نمایشگاه بین‌المللی پوستر دیجیتال میراث فرهنگی طراحان گرافیک (۲۰۱۸–۱۳۹۷)[۳۲]
- نمایشگاه هفتمین جشنوارهٔ بین‌المللی پوستر «خلیج همیشه فارس» (۲۰۱۸–۱۳۹۷)[۳۳]
- نمایشگاه بین‌المللی «کرامت انسانی، صلح جهانی» - هلال احمر- تهران، ایران ۲۰۱۴ [۳۴]
- نمایشگاه برگزیده‌ی سی و پنج سال طراحی جلد کتاب‌ از ۱۰۰ طراح گرافیک معاصر ایران، خانه هنرمندان ایران، (۱۳۹۵)[۳۵]

## جوایز
آثار طراحی گرافیک و شعرهای او در رقابت‌های ملی و بین المللی نامزد و برگزیده شده‌است.
| سال  | جایزه                                  | جزئیات                                                                                      | وضعیت |
| ---- | -------------------------------------- | ------------------------------------------------------------------------------------------- | ----- |
| 2025 | A'Design Award & competition (ایتالیا) | برندهٔ جایزهٔ بین‌المللی طراحی در بخش گرافیک، پوستر و ارتباطات بصری لینک لینک دیگر             | برنده |
| 2009 | هفته گرافیک ۱۳۸۸                       | برندهٔ جایزه از انجمن طراحان گرافیک ایران برای اثر با موضوع تفکیک زباله خشک و تر در مبدأ خبر | برنده |
| 2008 | دوسالانه پوستر طلوع                    | برندهٔ تندیس و جایزهٔ ویژهٔ بازدیدکنندگان                                                      | برنده |
| 2006 | کتاب فصل                               | نامزد جایزه کتاب فصل برای نخستین مجموعه شعر، منتشر شده توسط انتشارات ویستار لینک            | نامزد |

## دیگر فعالیت‌ها
او طی سال‌ها فعالیت مستمر هنری و ادبی علاوه بر دبیری و داوری رقابت‌های بین المللی گرافیک، به عنوان نویسنده و منتقد هنری و طراح گرافیک با پروژه‌های سینمایی
و نشریه‌ها همکاری داشته‌است.
- مدیر هنری رویداد هفتهٔ گرافیک ایران در روز جهانی گرافیک (۱۴۰۱)[۴۰]
- مدیر هنری و طراح پوستر اصلی هفتهٔ میراث فرهنگی و نمایشگاه «اعلان موزه» اردیبهشت ۱۴۰۱[۴۱]
- مدیر هنری نمایشگاه بین‌المللی کووید ۱۹ (۱۳۹۹)[۴۲]
- سروده‌های متعددی از این شاعر در نشریه‌های ادبی[۴۳]منتشر شده‌است.[۴۴]
- دبیری دوره ششم تا هشتم جشنواره‌ گرافیک بسم‌الله[۳۶][۴۵]
- این طراح گرافیک و شاعر در حوزه‌های شعر و گرافیک به عنوان نویسنده، مقاله‌هایی را در رسانه‌های متعدد از جمله روزنامه‌های شرق، ایران، همشهری [۴۶] [۴۷]و نشریه ی جهان کتاب منتشر کرده‌است[۱۳] [۴۸]
- همچنین با او دربارهٔ گرافیک[۱۶][۲۱] و شعر[۴۹] مصاحبه‌هایی انجام شده‌است.[۵۰][۵۱] ٰ[۵۲]
- «جلد» به مثابه اثر هنری روزنامه آرمان ملی .[۵۳]

## مصاحبه‌ها و گفت‌وگوها
- «زندگی، رخدادی سیاسی است» گفت‌وگو با شمس لنگرودی درباره رمان «آن‌ها که به خانه‌ی من آمدند»، چهارشنبه ۹ اسفند ۱۳۹۶، روزنامه ایران.[۵۴]
- «روزهای انحطاط چالش‌های گرافیک ایران» در گفت‌وگو با قباد شیوا، یکشنبه ۶ اسفند ۱۳۹۶، روزنامه ایران.[۵۵]
- «وظیفه هنرمند، مرهم گذاشتن بر زخم‌هاست» گفت‌وگو با کامبیز درمبخش درباره تازه‌ترین نمایشگاه آثارش و سال‌های حضورش در مجله «توفیق»، روزنامه ایران.[۵۶]
- «تابلوهایم جدا از فرهنگ سرزمینم نیستند» گفت‌وگو با سجاد محمودی به بهانه اولین نمایشگاه انفرادی‌اش با عنوان «فصل اول»، روزنامه ایران.[۵۷]